# なだぎ武
なだぎ 武（なだぎ たけし、1970年〈昭和45年〉10月9日 - ）は、吉本興業に所属する日本のお笑いタレント、漫談家。俳優としても活動している。本名は灘儀 武（読み同じ）。『R-1ぐらんぷり』2007・2008王者。
大阪府堺市出身。アイドルグループ・吉本坂46のメンバー。

## 略歴
大阪府堺市に出生。
小学校卒業間際から肥満児になったことからいじめられるようになったものの、小学生時代に塾をサボった時、父親に初めて殴られ「嘘だけはつくな」と諭された経験や、いじめをする同級生を許すことで精神的優位に立とうという気持ちから、学校を休むことは無かった。中学3年で身長が伸びて普通体型になったことや、いじめの首謀者とクラスが離れたことからいじめは無くなったが、人との交流が不得手になっていたため孤独に過ごした。高校には進学せずにメッキ工場に就職したが、半年ほどで退職。その後、小学生のころから憧れていた芸能界を志し、芸能事務所のタレント募集に応募。書類審査を通過したが、面接試験のため会場まで行くも、あまりの緊張に逃げて帰ってきたことを契機に、引きこもるようになる。
引きこもりの時期は部屋にこもって、小学生時に交流のあった大学生からもらった音楽や本を手当たり次第に聴いたり読んだりして、学校で学ぶものよりも重要なものを得ていると思うことで自分を肯定していた。しかし、そういった生活を親に申し訳なく思う気持ちから、母親が部屋に届けてくれていた食事にも手を付けなくなり、飲み物と果物以外のものを口にしなくなった。ある時、鏡に映った病的に痩せ細った自分の姿に驚いて病院へ行くと、担当医から「このままでは死ぬよ」と言われたことや、引きこもっていた時期に読み耽ったジョージ秋山の漫画や、吉田拓郎の歌に衝撃を受けたことが引き金となり、挫折や負の感情をも受け入れる決意。闇の世界から脱却する一歩を踏み出すことにした。
17歳の正月に初めて観た映画『男はつらいよ』の主人公である車寅次郎の伸び伸びとした生活に憧れ、流れに身を任せる気になり、母親の勧めでラーメン店でアルバイトを始めた。しかし仕事中のケガがきっかけでアルバイトも辞め、かつて観た映画の舞台である広島県尾道市に一人旅をした。その際に食中毒で倒れていたところを旅館の女将に助けてもらい、そこでのふれあいが人嫌いを直すきっかけになる。
NSCは、幼馴染でかろうじて付き合いのあった松村博司の履歴書を勝手に書いて申し込んだ。その後、松村を説得し、NSCに入学。
1989年4月、NSC大阪の8期生として加入し、同年8月に同期の松村と『スミス夫人』を結成した。ヒッチコックの映画『スミス夫妻』がコンビ名の由来である。
授業のネタ見せでは全く笑いが取れず、芸人になる自信は持てなかったが、引きこもりから脱却する経験として一年間過ごした。ちなみにネタの酷評は1期後輩の岡村隆史（ナインティナイン）からも堂々と面白くないと言われていたほどだった。
松村のボケになだぎがツッコミを入れるも、松村が延々とボケ続けるという流れのコントが多かった。
2001年にコンビ解散。
2002年、「ザ・プラン9」にヤナギブソンと共に追加メンバーとして加入し、ナギナギオで活動する。
2003年、ヤナギブソンと間違えられるため、2003年に、本名の灘儀 武に改名。
2005年6月、読みやすいようにとのことで、現在の芸名に改名。
2007年、『R-1ぐらんぷり2007』決勝では徳井義実（チュートリアル）と同点となり、審査員による決選投票が行われ、なだぎに4票、徳井に1票という結果で、優勝した。
2008年、『R-1ぐらんぷり2008』決勝では、「文化祭の出し物を決める高校生」を扮してコントを披露し優勝。大会2連覇となった。
2009年、宮本亜門演出の舞台『ドロウジー・シャペロン』への出演が決定。ミュージカル初挑戦となった。
2010年、『R-1ぐらんぷり2010』では3冠を目指して出場し、ファーストステージを1位で通過したが、
ファイナルステージで票を獲得できず3位に終わった。
2015年5月17日、ザ・プラン9からの脱退を公表。脱退後もザ・プラン9の公演に参加するなどの交流は続けている。
2018年8月20日、約6000人の中から吉本坂46の最終オーディションに合格し、メンバー（1期生）に選出された。
2021年7月23日、東京オリンピックの開会式のショーに、「レポーター役」で出演した。
2022年2月、自動車事故に遭い骨折。

## 人物
- ザ・プラン9の結成が2001年であることなどから、同期の千原兄弟やFUJIWARAなどが中堅として扱われる一方、若手の扱いを受けることが多かった。
- プラン9本公演では、主役や物語を大きく動かす役が多い。
- 2005年には関西テレビ放送の金曜深夜の番宣枠で「カンテーレ〜真夜中のエンターテイナーなだぎ武〜」なる約10分のミニ番組を担当していた。好評につき翌年にも「帰ってきた真夜中のエンターテイナーなだぎ武」として復活している。番組宣伝の合間に1人で様々なネタを披露するというものである。
- 2006年12月19日に友近との交際が報じられ[17]、2010年3月ごろに破局[18]したものの、その後も共演するなど関係は良好である[19]。
- BON JOVIのファンで、PVを真似たVTRを撮ったことがある[20]。一時期、なだぎ自体は全く出演しない芸人のライブで、このVTRを流すのがブームとなったことがある。
- 2007年6月、大阪府泉南郡岬町にある「みさき公園」の「ぷ〜るらんどRiO」イメージキャラクターに起用される[2]。
- ダムマニアである。そのため、ダムに行くと貰える「ダムカード」を集めている[21]。
- コンビ時代は痩せていたが、現在は女性週刊誌『女性セブン』（2008年4月17日）でグラビアを飾るなど、その体格は年齢と相応しないほど筋骨隆々である[22]。
- 水木しげる作品のファン。
- 大変な映画マニアであり、それが芸風や芸名にも反映している。朝日新聞で映画コーナーの連載を担当したこともある[23]。
- アメコミ好きでもある[24]。
- 東京オリンピックではコミカルな幕間喜劇を演じ、一般国民に広く知られる存在となる。

## 芸風・持ちネタ

### ディラン
ディランは、なだぎが演じる外国人キャラクター。元ネタはビバリーヒルズ高校白書シリーズの同名の登場人物。2005年の『オールザッツ漫才』でテレビ初登場。
ディランのキャラは、もともと『ビバリーヒルズ青春白書』の日本語吹き替え版でディランの声を担当している小杉十郎太の真似がなだぎの持ちネタであったことと、当時の彼女が『ビバリーヒルズ青春白書』を見ていたことから発想された。さらには、ホフディランのシングル「キミのカオ」において、『ビバリーヒルズ青春白書』をパロディにした小杉のナレーションにも感銘を受けたと語っている。当初は楽屋で『ビバリーヒルズ青春白書』を知る芸人仲間などへ観せていたという。海外ドラマ特有の「大げさなセリフ回し」や「アメリカンジョーク」、「アテレコによる独特の空気感」をデフォルメした芸風だが、『ビバリーヒルズ青春白書』のファンである今田耕司も認めるほど似ている（最近では今田も言い回しを真似することがある）。前述の2005年『オールザッツ漫才』において「レイザーラモンHG（レイザーラモン）に続くキャラを探せ」という企画で披露され、これがこのネタのブレイクの最初の切っ掛けとなった。なおこのネタは本人曰く「元々このオールザッツ漫才のためだけにつくってきたものだった」。
2006年からは本家『ビバリーヒルズ青春白書』には登場していない新キャラとして相棒のキャサリンが登場、2007年2月10日には2人で『ディラン&キャサリン〜難問続出!?恋の数式大パニック〜』というイベントを開催した。
なだぎは『R-1ぐらんぷり』でもディランネタで参加。2006年は準決勝で敗退したが、2007年は徳井義実（チュートリアル）と共に最高得点を記録、審査員5人による決選投票で勝利し優勝を果たし、ザ・プラン9のメンバーにおいて2人目のチャンピオンとなった（1人目は浅越ゴエ）。
2007年、ドラマで本物のディランを演じたルーク・ペリーや、日本語吹替えを担当した小杉十郎太との共演がそれぞれ実現している。
2007年10月、"ディラン&キャサリン"としてCD「フンダリー ケッタリー」を発売。同曲はアニメ『ケロロ軍曹』のオープニング曲に使用された。また、同キャラクターで「ビバリーヒルズ晴天白書」なるコントDVDも発売している。
2007年11月、ホフディランのシングル「カミさま カミさま ホトケさま」のジャケットにディランを演じるなだぎが起用されたが、『ビバリーヒルズ高校白書』の権利関係者からこのジャケットが同番組のパロディに当たるとのクレームが入り協議を行ったところ、発売直前になり同シングルの発売は延期され、ジャケットが差し替えられることとなった。

### 千葉 拳
千葉 拳（ちばけん）は、なだぎが演じるキャラクター。『R-1ぐらんぷり2008』にはこのネタで参加。
キャラクター設定は「なだぎの妄想で実在はしない。神奈川県出身、血液型A型、性格几帳面。好きなタイプは昔は古風な叶和貴子であったが、BoAが登場して以来、BoAが好きになった」と、2008年3月3日放送の『めざましテレビ』（フジテレビ）内コーナー「メディア見たもん勝ち! 広人苑II」で語っている。

### 警察24時シリーズ
警察24時は、なだぎが演じる交通ルールを乱す若者を、本物のようにして行うコントである。『R-1ぐらんぷり2010』の決勝1回戦や、2009年度『S-1バトル』ではこのネタを披露した。
なだぎが演じる若者はコロコロ変わるが、共通するのは「目線のようなものを目につけている」・「声はあらかじめ録音してあるボイスチェンジャーがかかったもので、声に合わせて動く」ということである。
『R-1ぐらんぷり2010』で演じたのは「ミッキーマウスの格好をして原付に乗り、東京ディズニーランドに向かう若者」であった。

### クレーム
クレームは、なだぎが孫の誕生日のために「ぼく ドラえもん」という名前の目覚まし時計を通販で買ったのだが、きた品物はどう見てもドラえもんには見えない偽物だったために、なだぎがクレームをするコントである。『R-1ぐらんぷり2010』のファイナルステージで披露したネタはこれである。
届いたという設定のドラえもんの目覚まし時計はかなりツッコミどころの多い代物であるため、披露する度にクレームをつけるポイントは異なる。また、なだぎが「届いてすぐにクレームの電話をしている」パターンと、「クレームのためにメーカーまで押しかけてきている」パターンがある。前者ではなだぎが未確認なことがある上、電話であるために相手に姿が見えないのをいいことになだぎは好き勝手やったりするが、後者ではなだぎがクレームをつけるポイントを決めている上、相手の前で不審な行動はしないために、ウケがいいのは前者となっている。

### ものまねレパートリー
- ディラン・マッケイ（アメリカのテレビドラマ『ビバリーヒルズ高校白書』の登場人物）
- 小杉十郎太（ディラン・マッケイの日本語吹き替え版の声優）
- 水谷豊（ドラマ『相棒』の杉下右京）
- 藤岡弘、（宮本亜門はこのものまねをテレビ番組で見て、なだぎに舞台出演を依頼した）
- 山下真司
- ブルース・リー
- 武田鉄矢（ドラマ『3年B組金八先生』の金八先生）（映画『刑事物語』の片山元）
- 松田大輔（東京ダイナマイト）
- 鼠先輩
- 松山千春
- 草野仁
- 近藤真彦
- 堺雅人（ドラマ『半沢直樹』の半沢直樹）
- 段田安則（ドラマ『半沢直樹』の紀本常務）
- 岩井ジョニ男（イワイガワ）
- 川谷修士（2丁拳銃）
- 多田健二（COWCOW）
- ヴォルク・ハン
- ブランコ・シカティック
- エリオ・グレイシー
- ケン・シャムロック
- 丹下段平（アニメ『あしたのジョー』より）
- ムスカ（映画『天空の城ラピュタ』より）
- ギレン・ザビ（アニメ『機動戦士ガンダム』より）
- サウザー（アニメ『北斗の拳』より)
- フクオ（映画『魔女の宅急便』より）
- パルコ・フォルゴレ（『金色のガッシュ』より）
- 横山典弘（騎手）
- 五木ひろし

## 賞レース成績・受賞歴など

### R-1ぐらんぷり
| 年     | 結果       | エントリーNo. | 決勝戦キャッチコピー          | 備考               |
| ------ | ---------- | ------------- | ----------------------------- | ------------------ |
| 2002年 | 予選敗退   |               |                               |                    |
| 2004年 | 2回戦敗退  |               |                               |                    |
| 2005年 | 準決勝敗退 |               |                               |                    |
| 2006年 | 準決勝敗退 |               |                               |                    |
| 2007年 | 優勝       | 2163          | この男コメディアンにつき      | 決選投票により優勝 |
| 2008年 | 優勝       | 2711          | この男コメディアンにつき      | 史上初の2連覇      |
| 2009年 | 不参加     |               |                               |                    |
| 2010年 | 決勝3位    | 2662          | この男2連覇コメディアンにつき | 決勝1回戦 1位通過  |

### その他
- 2010年 S-1バトル（2009年度） 2月期チャンピオン

## 出演
ピンとしての出演を記載。

### バラエティ番組
- R-1ぐらんぷり2007、2008（関西テレビ）
- エンタの神様（日本テレビ）
- 爆笑レッドカーペット（フジテレビ）[28]
- といろch（テレビ愛知）
- 太田光の私が総理大臣になったら…秘書田中（日本テレビ）
- アッコにおまかせ!（TBS）
- オールスター感謝祭07 超豪華!クイズ決定版（TBS）
- ひみつのアラシちゃん!（TBS）
- ザ・イロモネア（TBS）
- 2時っチャオ!（TBS）
- あらびき団（TBS）
- お笑いDynamite!（TBS）
- タモリのボキャブラ天国 大復活祭スペシャル（2008年、フジテレビ）
- よしもとサンサンTV（サンテレビ）
- ひるブラ（NHK総合テレビジョン）
- 大阪ほんわかテレビ（ytv）
- じっくり聞いタロウ〜スター近況（秘）報告〜（テレビ東京）
- どちゃもん あさめしまえ（2016年4月10日 - 2018年4月1日、NHK Eテレ）
- ランスマ倶楽部（NHK BS1 2021年4月25日 - ）
- 千原ジュニアの座王
- なるみ・岡村の過ぎるTV（朝日放送テレビ、2025年7月14日）[29]

### テレビドラマ
- 仮面ライダーW（2009年9月 - 2010年8月、テレビ朝日） - 刃野幹夫 役
- 中学生日記（2010年6月、NHK総合） - 臨時養護教員・八田武 役 ※（全4回）
  - 「保健室の初恋（1） 保健室ウォーズ」（6月5日）
  - 「保健室の初恋（2） オタクと恋と金髪と」（6月12日）
  - ぶっちゃけトーク! なだぎ武「初恋相談室!?」（6月19日）
  - 「保健室の初恋（3） 初恋クロール」（6月26日）
- 示談交渉人 ゴタ消し 第8話（2011年2月24日、読売テレビ） - 竹田章 役
- 牙狼〈GARO〉 〜MAKAISENKI〜 第5話（2011年11月4日、テレビ東京系列） - 黄島宏二 役
- デカ 黒川鈴木 第8話（2012年2月23日、読売テレビ） - 橋爪 役
- 赤川次郎原作 毒〈ポイズン〉 第11話（2012年12月13日、読売テレビ） - 秋吉貴之 役
- お助け屋☆陣八 第10話（2013年3月14日、読売テレビ） - 白井啓一 役
- 水曜ミステリー9 松本清張没後20年特別企画・留守宅の事件（2013年4月24日、テレビ東京） - 小島 役
- 土曜ワイド劇場 広域警察4（2013年10月19日、朝日放送） - 泉田浩次 役
- 福家警部補の挨拶 第5話（2014年2月11日、フジテレビ） - 間宮 役
- まれ（2015年、NHK） - なだぎ武（本人役）
- 木曜時代劇 ぼんくら2 第3話（2015年11月5日、NHK） - 孫八 役
- 科捜研の女 第15シリーズ 第7話（2015年12月3日、テレビ朝日） - なだぎ武（本人役）
- 桜坂近辺物語 第3夜「近辺3」（2016年3月9日、フジテレビ） - 赤木 役[30][31]
- トットちゃん! 第12話（2017年10月17日、テレビ朝日） - 物売り 役
- 西郷どん（2018年、NHK） - 久邇宮朝彦親王 役
- ひみつ×戦士 ファントミラージュ! 第8話（2019年5月26日、テレビ東京） - 本間正太郎 役
- オー!マイ・ボス!恋は別冊で（2021年1月12日 - 3月16日、TBS） - 半田進 役[32]
- 大河ドラマ どうする家康 第37回 （2023年10月1日 、NHK） - 伊奈忠次 役[33]
- 連続テレビ小説 ブギウギ（2023年10月2日 - 、NHK） - 易者 役[34][35]
- 家政夫のミタゾノ 第6シリーズ 最終話（2023年12月5日、テレビ朝日） - 警察官 役[36][37]
- 初恋DOGs（2025年7月1日 - 、TBS） - 大城貴司 役[38]

### 配信ドラマ
- ネット版 仮面ライダーW FOREVER AtoZで爆笑26連発（2010年7月16日 - 8月20日、東映特撮BB・テレ朝動画）- 刃野博士 役
- オー!マイ・ツンデレ!恋は別冊で（2021年1月12日 - 3月16日、Paravi） - 半田進 役
- 初恋アンダーDOGs〜負け犬と初恋〜（2025年7月8日 - 、TVer 他） - 大城貴司 役[39]

### 配信バラエティ
- ヤングジャンプ45周年記念特別番組（2024年7月7日、ABEMAアニメSPECIAL2）[40][41]

### ラジオ
- イマドキッ日曜日（2008年4月 - 2009年4月、MBSラジオ）
  - イマドキッC日曜日（2007年4月 - 2008年3月、MBSラジオ）

### 映画
- 激情版 エリートヤンキー三郎（2009年2月28日公開、東映） - 如月聖之 役
- デメキング（2009年3月7日公開） - 主演・蜂谷浩一 役
- 仮面ライダーシリーズ（東映） - 刃野幹夫 役
  - 仮面ライダー×仮面ライダー W&ディケイド MOVIE大戦2010（2009年12月12日公開）
  - 仮面ライダーW FOREVER AtoZ/運命のガイアメモリ（2010年8月7日公開）
  - 仮面ライダー×仮面ライダー オーズ&ダブル feat.スカル MOVIE大戦CORE（2010年12月18日公開）
- のだめカンタービレ 最終楽章（前編 / 2009年12月19日、後編 / 2010年4月17日、東宝）- テオ 役
- カラスの親指（2012年11月23日、20世紀フォックス） - 馬々亭の店員 役
- 潜伏 SENPUKU（2013年11月30日公開） - 山路光秀 役
- マックスマンシリーズ（KATSU-do） - 津村徹 役
  - Mr.マックスマン（2015年10月17日公開）
  - Bros.マックスマン（沖縄国際映画祭：2016年4月23日上映 / 京都国際映画祭：2016年10月14日上映、2017年1月7日公開）
  - N.Y.マックスマン（沖縄国際映画祭：2017年4月21日・22日上映 / 京都国際映画祭：2017年10月14日上映、2018年2月17日公開）
- アウトロダブル（2022年） - 久保寺 役
- 犬、回転して、逃げる（2023年3月17日公開予定）[42]
- 忌怪島/きかいじま（2023年6月16日公開、東映） -  肥後 役[43]

### OV
- 仮面ライダーW RETURNS 仮面ライダーアクセル（2011年4月21日、東映） - 刃野幹夫 役
- むこうぶち13 高レート裏麻雀列伝 壺（2017年1月） - 塚田 役

### CM
- リズム天国ゴールド（任天堂、2008年）
- なんばWALK（2007年 - 2008年） 声のみ、友近と共演
- ケロッグ（2009年）
- ライオン 「CHARMY・クリスタ」（2009年） ディラン&キャサリンとして出演
- エステー 「ぷくポン」（2011年）・消臭芳香剤「玄関・リビング用 消臭力香りStyleコンパクトスプレー」（2012年）ディランとして出演、ミゲル・ゲレイロ、さくらまやと共演[44]

### 舞台
- 神保町花月「湘南すずらん大学物語#1 海とセレブとへタレたち」（2007年9月8日） - ゲスト
- イオン化粧品 シアターBRAVA!プロデュース「春子ブックセンター」（2008年6月）[45]
- ドロウジー・シャペロン（2009年1月） - ロバート・マーティン 役
- 神保町花月×Confetti 企画「第4回オールナイト エチュ1グランプリ〜神保町カレー付〜」（2009年08月21日）
- 神保町花月肉糞亭特別公演「肉糞華劇団〜コサジ一杯の鳥の中身〜」（2009年10月10日） - 日替わりゲスト
- ROCK OF AGES（2011年10月 - 12月） - デニス・デュプリー 役[46]
- 神保町花月「肉糞華劇団〜帝都童貞朝焼物語〜」（2011年11月9日） - 日替わりゲスト
- 吉本百年物語5月公演「キミとボクから始まった」（2012年5月） - ダンスホールの従業員、ストーリーテラー 役[47]
- THE WINDS OF GOD 2012 JAPAN TOUR（2012年10月 - 2013年1月） - 袋金太、福本貴士海軍少尉 役
- 神保町花月×肉糞華劇団 〜鶴の捨て穴〜（2012年10月24日） - 日替わりゲスト
- 吉本百年物語 12月公演「日本全国、テレビで遊ぼ」（2012年12月） - 桂三枝 役
- アークス・シアターカンパニー「ズボン船長 〜Fifi & the Seven Seas〜」 - 若かりし頃のズボン船長 役（2013年版は同じ人物の大人時のみ）[48]
  - 2013年版（2013年8月、梅田芸術劇場シアター・ドラマシティ）
  - 2014年版（2014年7月、梅田芸術劇場シアター・ドラマシティ）
  - 2015年版（2015年1月、新国立劇場 中劇場 / 7月、梅田芸術劇場シアター・ドラマシティ）
  - 2016年版（2016年7月、天王洲 銀河劇場 / 8月、梅田芸術劇場シアター・ドラマシティ）
- carne『売春捜査官』（2013年11月、OFF OFFシアター）[49]
- ミュージカル「天才執事ジーヴス」（2014年7月、日比谷日生劇場） - サイラス・バッジ３世Jr. 役[50]
- 舞台「私のホストちゃん 〜血闘！福岡中洲編〜」（2014年12月、日本青年館大ホール、森ノ宮ピロティホール） - 浮動豹 役
- 或る、致し方ない罪に対する やるせない復讐のはじまり（再演）（2015年4月、シアタートラム）[51]
- 「ストレートプレイ・ミュージカル『うたかふぇ』」（2015年7月、サンシャイン劇場） - 坂井素直 役[52]
- る･ひまわり「晦日明治座納め・る祭〜あんまり歌うと攻められちゃうよ〜」（2015年12月、明治座/2016年1月、梅田芸術劇場） - 滝隼 役[53]
- ホテル・カルフォリニア〜HOTEL CALFORINIA〜（2016年2月、紀伊國屋ホール） - 池田 役[54]
- 大きな木の下で 〜あの頃俺らの毎日はウザいくらいアツかった〜（2016年3月、俳優座劇場）[55]
- 烈！バカフキ！（2016年4月16日、Zeepブルーシアター六本木） - 日替わりゲスト[56]
- 桂文珍的ココロ「神保町大阪文化祭！「セレモニーホール『旅立ち』」・「壺算」」（2016年4月 - 5月、神保町花月）[57]
- ミュージカル「ドヴォルザークの新世界」（2016年6月、スクエア荏原・ひらつかホール）
- ミュージカル「三銃士」（2016年8月、日生劇場） - ポルトス 役[58]
- MITSURU MATSUOKA presents 「DAYDREAM BABYS*」（2016年8月13日、なんばHatch） - ゲスト[59]
- 嫌われ松子の一生（再演）（2016年9月 - 10月、品川プリンスホテル クラブex） - 赤木 役
- ミュージカル「23階の笑い」
  - 2016年版（2016年12月、紀伊國屋サザンシアター TAKASHIMAYA）[60]
  - 2017年版（2017年4月 - 5月、博品館劇場、青少年文化センターアートピア ホール、久留米シティプラザ、サンケイホールブリーゼ）[61]
- 0 LIMIT第6回公演「愛愛愛の愛」（2017年2月、シアターグリーン BIG TREE THEATER）
- 舞台 ハイスクール!奇面組（2017年6月1日 - 4日、全労済ホールスペース・ゼロ） - 事代作吾 役[62][63]
- ユアストーリー まきりかプロデュース ミュージカル「ソーォス！」KARATE MUSICAL「SAUCE」（2017年7月、全労済ホールスペース・ゼロ） - 吉田潤喜 役[64]
- ミュージカル「魔女の宅急便」（2017年8月、梅田芸術劇場シアター・ドラマシティ） - フクオ 役[65]
- SOLID STARプロデュース vol.12「ハッピーマーケット」（2017年11月、全労済ホールスペース・ゼロ）[66]
- 舞台「モブサイコ100」（2018年1月6日 - 14日、天王洲 銀河劇場） - エクボ 役
- 砂岡事務所プロデュース「東海道四谷怪談」（2018年3月17日 - 25日、よみうり大手町ホール）[67]
- “あかりけした”presents「手をつなぐには近すぎる」（2018年6月7日 - 10日、神保町花月）[68]
- 舞台 ハイスクール!奇面組2 〜嵐を呼ぶ変態ライバル対決〜（2018年8月2日 - 10日、草月ホール） - 一堂啄石、ラッシー 役
- Mcompany vol.1「My Way」（2018年8月15日 - 19日、小劇場B1）[69]
- 舞台「モブサイコ100 裏対裏」（2018年9月13日 - 17日、天王洲銀河劇場 / 20日 - 23日、新神戸オリエンタル劇場） - エクボ 役
- 東京コミコンコラボ公演 劇団アメコミリーグ Vol.1「アメコミリーグ ビギンズ」（2018年11月1日 - 4日、神保町花月）[70]
- project K「僕らの未来」（2018年12月6日 - 16日、品川プリンスホテル クラブeX）[71]
- シーズプレイファクトリー第2回本公演「藍寫眞〜アオシャシン〜」（2019年1月17日 - 20日、シアターグリーン BIG TREE THEATER）[72] - 商人 役
- コント集団 カジャラ ＃4「怪獣たちの宴」 （2019年2月20日 - 4月17日、世田谷パブリックシアターほか）[73]
- お家さん（2019年5月29日 - 6月2日、COOL JAPAN PARK OSAKA TTホール）[74]
- 朗読劇「Reading♥Stage『百合と薔薇』」（2019年6月11日 - 16日、品川プリンスホテル クラブeX）[75]
- よしもと×そとばこまち「のうみん〜三人の天草四郎〜」（2019年7月4日 - 7日、あうるすぽっと）[76] - 徳川家光 役[77]
- サラリーマン7〜ネクタイと 二つ返事が 首絞める〜（2019年7月25日 - 28日、神保町花月）[78]
- 東京印公演vol.16「『げんせんじゃ〜!』〜宝や旅館〜2019」（2019年8月7日 - 12日、CBGKシブゲキ!!） - 藤岡弘、 役[79]
- 空晴プロデュース「ボクのサンキュウ。」（2019年10月30日 - 11月5日、HEP HALL / 11月8日 - 10日、CBGKシブゲキ!!） - ゲスト[80]
- 劇団アメコミリーグVol.2「ガードマンズ・オブ・マクハリー」（2019年11月14日 - 17日、神保町花月）[81]
- 神保町花月12月公演「詠み人知らず」（2019年12月5日 - 15日、神保町花月）[82]
- 「『えんとつ町のプペル』THE STAGE」（2020年1月21日 - 26日、AiiA 2.5 Theater Kobe / 1月30日 - 2月5日、天王洲 銀河劇場）
- ミュージカル「SUPERHEROISM」 - カワイ 役[83][84]
  - 2020年版（2020年3月23日（他の公演は新型コロナウィルス流行の影響で中止）[85]、品川プリンスホテル クラブeX）
  - 2021年版（2021年6月18日 - 25日、日本青年館ホール / 7月3日 - 4日、COOL JAPAN PARK OSAKA WWホール）
- ミュージカル「フラッシュダンス」（2020年9月12日 - 10月11日、日本青年館ホール、日本特殊陶業市民会館 ビレッジホール、梅田芸術劇場シアタードラマシティ）ハリー 役[86]
- 舞台 ハイスクール!奇面組3 〜危機一髪！修学旅行編〜（2020年11月18日 - 23日、草月ホール）- 事代作吾 役[87]
- 舞台「賭博黙示録カイジ」（2020年12月4日 - 6日、京都劇場 / 12月10日 - 13日、ヒューリックホール東京） - 石田光司 役
- 舞台「流星セブン〜暁の操り人〜」（2021年5月27日 - 30日、渋谷区文化総合センター大和田 さくらホール（他の公演は新型コロナウィルス流行の影響で中止）） - 平賀源内 役[88]
- 舞台「モブサイコ100 〜激突！爪第7支部〜」（2021年8月6日 - 15日、ヒューリックホール東京） - エクボ 役
- ニンジャバットマン ザ・ショー（2021年11月6日 - 30日、Mixalive TOKYO Theater Mixa） - ジョーカー 役[89]
- 「幽幻道士 キョンシーズ THE STAGE」（2021年12月8日 - 12日、新宿村LIVE） - 金爺さん 役[90]
- 風都探偵 The STAGE（2022年12月29日 - 2023年1月15日、サンシャイン劇場 / 1月19日 - 25日、梅田芸術劇場シアター・ドラマシティ） - 刃野幹夫 役[91]
- 七人のおたく cult seven THE STAGE（2023年3月4日 - 12日、紀伊國屋サザンシアター TAKASHIMAYA / 3月18日・19日、サンケイホールブリーゼ） - フィギュアおたく・丹波達夫 役[92]
- 舞台『椿説 三銃士』〜One for all, All for one?〜（2023年4月28日 - 5月7日、ヒューリックホール東京 / 5月12日 - 14日、COOL JAPAN PARK OSAKA TTホール） - ポルトス 役[93][94]
- 舞台「幕が上がる」（2023年7月12日 - 17日、サンシャイン劇場） - 溝口先生 役[95]
- Mcompany vol.4「My Way」（2023年8月10日 - 20日、小劇場B1）
- ミュージカル『のだめカンタービレ』（2023年10月3日 - 29日、シアタークリエ / 11月3日・4日、サントミューゼ 上田市交流文化芸術センター） - 江藤耕造 役[96]
  - ミュージカル「のだめカンタービレ」シンフォニックコンサート！（2025年9月6日・7日〈予定〉、Taipei Music Center / 9月13日 - 15日〈予定〉、東京ガーデンシアター） - 江藤耕造 役[97]
- 朗読劇「エダニク」（2023年11月27日・29日・30日、座・高円寺2）[98]
- 少年社中 25周年記念ファイナル 第42回公演『テンペスト』（2024年1月6日 - 21日、サンシャイン劇場 / 1月25日 - 28日、梅田芸術劇場 シアター・ドラマシティ）[99]
- 舞台『パリピ孔明』（2024年5月3日 - 6日、天王洲 銀河劇場 / 5月10日・11日、サンケイホールブリーゼ） - 小林 役[100]
- ミュージカル『RUN TO YOU』（2024年8月31日・9月1日、ウインクあいち / 9月5日 - 8日、COOL JAPAN PARK OSAKA TTホール / 9月12日 - 16日、品川プリンスホテル ステラボール）[101]
- 時速246億『お暇をどうぞ』（2024年11月14日 - 12月1日、シアターサンモール）[102][103]
- 私立探偵 濱マイク-遥かな時代の階段を-（2025年2月6日 - 11日、サンシャイン劇場 / 2月15日・16日、COOL JAPAN PARK OSAKA TTホール / 2月22日・23日、ウインクあいち） - 中山刑事 役[104]
- マーダーミステリーシアター『殺意の代償』（2025年3月13日、品川プリンスホテル クラブeX）[105]
- 舞台「全員犯人、だけど被害者、しかも探偵」（2025年4月23日 - 29日、博品館劇場） - 倉持孝 役[106]
- ゼブラ（2025年8月20日 - 24日〈予定〉、シアターサンモール）[107]
- 舞台「エグ女2025」（2025年10月3日 - 5日〈予定〉、日本青年館ホール）[108]
- 紀伊國屋書店提携公演 たやのりょう一座 第14回公演「ストリッパー物語」（2025年11月1日 - 3日・5日・6日・8日・9日〈予定〉、紀伊國屋ホール）[109]